# Červený Hrádok
Červený Hrádok – wieś (obec) na Słowacji, w kraju nitrzańskim, w powiecie Zlaté Moravce na Nizinie Naddunajskiej.